# アウグスト・モンテローソ
アウグスト・モンテローソ・ボニーヤ（Augusto Monterroso Bonilla、1921年12月21日 - 2003年2月7日）はグアテマラ人作家である。

## 生涯
ホンジュラスの首都テグシガルパに生まれる。母はホンジュラス国籍、父はグアテマラ国籍で、幼少期はホンジュラスとグアテマラを行き来する生活を送ったが、モンテローソ自身は終生グアテマラ国籍を通した。両親はともに良家の出であり、家庭は知り合いの芸術家が行き来する自由な環境であった。11歳のとき、突然それまで通っていた小学校を自主的に退学、以後は市場の肉屋で仕事をしつつ、空いた時間は古典をはじめとする膨大な量の読書に費やした。
1936年、一家はグアテマラに永住することに決め、グアテマラシティに居を構えた。モンテローソはしだいにグアテマラの文学界に参加するようになり、四十年世代と呼ばれた若手を集めてグループをつくり活動の場を広げていった。1941年雑誌『アセント』を創刊、それとともにホルヘ・ウビコの独裁政治に対する地下活動を開始したが、これが原因で1944年にメキシコシティへと国外追放されることになった。しかしメキシコ到着のすぐ後にハコボ・アルベンス・グスマンの革命政府がグアテマラを制圧し同政権が崩壊し、以降モンテローソは『エル・エスペクタドール』（El Espectador）紙を創刊、またメキシコのグアテマラ大使館で外交官の仕事をする傍ら、作家として本格的な活動を始めた。
1953年にはグアテマラ領事となり一時的にボリビアのラパスに移住したが、しかし1954年には米国の介入でアルベンス政権が崩壊したため、モンテローソも職を辞しサンティアゴへと引越した。この時期に書かれた短編「ミスター・テイラー」は、アメリカの軍事介入とその帝国主義を皮肉った作品である。1956年にはふたたびメキシコにわたり、その後は亡命者として死去までメキシコで生活した。1988年にはメキシコの外国要人に与えられる最高の栄誉Águila Aztecaを受けている。1997年にはもアストゥリアス皇太子賞を、1997年にはグアテマラ国家賞を受賞した。2003年、心臓疾患によりメキシコシティにて死去。

## 作品
モンテローソは1960年代以降のいわゆるラテンアメリカ文学“ブーム”世代の中心人物のひとりとみなされており、フリオ・コルタサル、カルロス・フエンテス、フアン・ルルフォ、ガブリエル・ガルシア＝マルケスらと並んで、権威のある作家であると評価されている。
作品の多くは短編作品であり、インスピレーションを得るために執筆の際にしばしば類似のジャンル、特に寓話を徹底的に調べた（『全集 その他の物語』に収録されている「レオポルド（その作品）」という短編では、完璧を期そうとしていつまでたっても一作目を完成させることができない作家が描かれている）。唯一の長編作品『残るは静寂』（Lo demás es silencio）でも、伝統的な小説形式から離れ、出典の不明なさまざまな短文（新聞の切り抜き、証明書、日記、詩）の不規則な寄せ集めによって、架空の主人公の伝記を構成している。
モンテローソはしばしば、世界でもっとも短い短編作品「恐竜」（El Dinosaurio）の作者として言及される。
『全集 その他の物語』に収録されている「恐竜」は、原文でわずか七つの単語からなるたった一文の作品であり、以下がその全文である。
Cuando despertó, el dinosaurio todavía estaba allí.
（彼が目を覚ましたとき、恐竜はまだあそこにいた。）
カルロス・フエンテスはモンテローソについてこう書いている（特に『黒い羊 その他の寓話』（The Black Sheep and Other Fables）への言及）。“ボルヘスの空想的な動物寓話がアリスとお茶をしているのを思い浮かべてみなさい。ジョナサン・スウィフトとジェームズ・サーバーが手紙をやり取りしているのを想像してみなさい。マーク・トウェインを真剣に読む「キャラヴェラス郡の跳び蛙」を想像してみなさい。モンテローソと出会いなさい。”

### 著作リスト
- Obras completas (Y otros cuentos), 1959.
  - （英訳：Complete Works and Other Stories）
- La oveja negra y demás fábulas, 1969.
  - （英訳：The Black Sheep and Other Fables）
- Movimiento perpetuo, 1972.
  - （英訳：Perpetual Motion）
- Lo demás es silencio (La vida y obra de Eduardo Torres), 1978.
- Viaje al centro de la fábula, 1981.
- La palabra mágica, 1983.
- La letra e (Fragmentos de un diario), 1987.
- Esa fauna, 1992. drawings.
- Los buscadores de oro, 1993.
- La vaca, 1998.
- El Eclipse